# Eristalinus multifarius
Eristalinus multifarius är en tvåvingeart som först beskrevs av Walker 1852.  Eristalinus multifarius ingår i släktet slamflugor, och familjen blomflugor. Inga underarter finns listade i Catalogue of Life.